# Raúl Leoni (Maracaibo)
Pour les articles homonymes, voir Leoni.
Raúl Leoni est l'une des dix-huit paroisses civiles de la municipalité de Maracaibo dans l'État de Zulia au Venezuela. Sa capitale est Maracaibo.

## Étymologie
La paroisse civile est nommée en l'honneur de l'homme politique Raúl Leoni (1905-1972), président du Venezuela de 1964 à 1969.